# Ortalis squamata
Il ciacialaca squamato (Ortalis squamata) è una specie di uccello della famiglia Cracidae. Si trova nelle foreste del Brasile sudorientale. In precedenza era considerato una sottospecie del ciacialaca marezzato.